# Daniel Sturla
Daniel Fernando Sturla Berhouet, S.D.B, född 4 juli 1959 i Montevideo, är en uruguayansk biskop i Romersk-katolska kyrkan. Han är ärkebiskop av Montevideo sedan 2014 och kardinal sedan 2015.